# Marco Ricci (atleta)
Marco Ricci (Velletri, 7 novembre 2001) è un velocista italiano, campione europeo under 23 a Espoo 2023 nella staffetta 4×100 metri.

## Biografia
È secondo cugino del giocatore di baseball Ruggero Bagialemani. Dall'agosto 2020 è allentato da Claudio Licciardello. Si è diplomato perito elettronico all'istituto tecnico industriale. In seguito ha intrapreso gli studi di scienze motorie.
Nel 2022 ha ottenuto il titolo italiano promesse nei 60 metri indoor.
Ai III Giochi europei di Cracovia e Piccola Polonia 2023, validi anche per i campionati europei a squadre, ha vinto la medaglia d'argento nella staffetta 4×100 metri, assieme a Lorenzo Patta, Samuele Ceccarelli e Filippo Tortu.

## Record nazionali
Promesse (under 23)
- Staffetta 4×100 metri: 38"76 ( Grosseto, 21 luglio 2023) (Eric Marek, Matteo Melluzzo, Marco Ricci, Lorenzo Simonelli)

## Progressione

### 100 metri piani
| Stagione | Tempo | Luogo          | Data      | Rank. Mond. |
| -------- | ----- | -------------- | --------- | ----------- |
| 2023     | 10"30 | Nembro         | 1-7-2023  |             |
| 2022     | 10"30 | Vicenza        | 6-8-2022  |             |
| 2021     | 10"56 | Castelporziano | 21-9-2021 |             |
| 2019     | 10"89 | Latina         | 28-6-2019 |             |
| 2018     | 11"08 | Terminillo     | 13-7-2018 |             |
| 2017     | 11"18 | Rieti          | 20-5-2017 |             |

### 200 metri piani
| Stagione | Tempo | Luogo    | Data      | Rank. Mond. |
| -------- | ----- | -------- | --------- | ----------- |
| 2023     | 20"55 | Grosseto | 27-5-2023 |             |
| 2022     | 21"15 | Palermo  | 18-9-2022 |             |
| 2021     | 21"33 | Napoli   | 20-7-2021 |             |
| 2020     | 21"78 | Grosseto | 19-9-2020 |             |
| 2019     | 21"94 | Latina   | 28-6-2019 |             |
| 2018     | 22"43 | Rieti    | 16-6-2018 |             |
| 2017     | 22"43 | Rieti    | 17-6-2017 |             |

## Palmarès
| Anno | Manifestazione   | Sede    | Evento            | Risultato | Prestazione | Note  |
| ---- | ---------------- | ------- | ----------------- | --------- | ----------- | ----- |
| 2022 | Mediterraneo U23 | Pescara | 100 m piani       | Oro       | 10"36       |       |
| 2022 | Mediterraneo U23 | Pescara | Staffetta 4x100 m | Oro       | 39"57       |       |
| 2023 | Giochi europei   | Chorzów | Staffetta 4×100 m | Argento   | 38"47       | [ 1 ] |
| 2023 | Giochi europei   | Chorzów | A squadre         | Oro       | 426,5 p.    | [ 1 ] |
| 2023 | Europei U23      | Espoo   | 200 m piani       | 4º        | 20"96       | [ 2 ] |
| 2023 | Europei U23      | Espoo   | Staffetta 4x100 m | Oro       | 38"92       | [ 3 ] |

## Campionati nazionali
- 1 volta campione nazionale promesse dei 200 m piani (2023)
- 1 volta campione nazionale promesse indoor dei 60 m piani (2022)

2017
- dq nella Finale 2 ai campionati italiani allievi (Rieti), 200 m piani

2018
- 6º ai campionati italiani allievi (Rieti), 200 m piani - 22"47 w
- 4º ai campionati italiani allievi indoor (Ancona), 60 m piani - 7"06
- Argento ai campionati italiani allievi indoor (Ancona), 200 m piani - 22"46

2019
- Eliminato in batteria ai campionati italiani juniores (Rieti), 400 m piani - 50"83
- Eliminato in semifinale ai campionati italiani juniores indoor (Ancona), 60 m piani - 7"03

2020
- 4º ai campionati italiani juniores (Grosseto), 200 m piani - 21"83
- 4º ai campionati italiani juniores indoor (Ancona), 200 m piani - 22"26

2021
- Eliminato in batteria ai campionati italiani assoluti (Rovereto), 200 m piani - 21"64
- 16º ai campionati italiani assoluti (Rovereto), staffetta 4x100 m - 42"13
- 4º ai campionati italiani promesse (Grosseto), 200 m piani - 21"34

2022
- Eliminato in batteria ai campionati italiani assoluti (Rieti), 200 m piani - 21"18
- 5º ai campionati italiani promesse (Firenze), 200 m piani - 21"32
- 5º ai campionati italiani assoluti indoor (Ancona), 60 m piani - 6"79
- Oro ai campionati italiani promesse indoor (Ancona), 60 m piani - 6"72

2023
- Bronzo ai campionati italiani assoluti (Molfetta), 200 m piani - 20"69
- Oro ai campionati italiani promesse (Agropoli), 200 m piani - 20"68
- 4º ai campionati italiani assoluti indoor (Ancona), 60 m piani - 6"70
- Bronzo ai campionati italiani promesse indoor (Ancona), 60 m piani - 6"75

2024
- 5º ai campionati italiani assoluti, 200 m piani - 21"11
- Bronzo ai campionati italiani assoluti indoor, 60 m piani - 6"69

## Altre competizioni internazionali
2023
- Campionati europei a squadre di atletica leggera ( Chorzów)